# Inga Eriksson Fogh
Inga Charlotta Eriksson Fogh – szwedzka ekonomistka i dyplomatka, pierwsza kobieta na stanowisku ambasadora Szwecji w Polsce.

## Życiorys
W 1973 r. ukończyła studia licencjackie na Uniwersytecie w Uppsali, zaś w 1976 r. studia w Wyższej Szkole Ekonomicznej w Sztokholmie. Karierę w dyplomacji rozpoczęła w 1977 r., kiedy to została zatrudniona na stanowisku drugiego sekretarza w Wydziale Narodów Zjednoczonych Ministerstwa Spraw Zagranicznych Szwecji. W późniejszym czasie przebywała na placówkach m.in. w Buenos Aires (1978–1980), Warszawie (1980–1982) czy Nowym Jorku (1982–1986).
W 1997 r. została mianowana ambasadorem Szwecji w Tajlandii, Kambodży, Laosie i Mjanmie (1997–1999). W późniejszym czasie pełniła rolę szefowej misji dyplomatycznej w Indiach, Bhutanie, na Malediwach, w Nepalu i na Sri Lance (2004–2006) oraz w Danii (2010–2015). W 2015 r. jako pierwsza kobieta w historii objęła stanowisko ambasadora Szwecji w Polsce (funkcję pełniła do sierpnia 2017 r.).
W latach 1999–2001 była dyrektorką Biura Koordynacji Przewodnictwa Szwecji w Radzie Unii Europejskiej, zaś w latach 2006–2010 pełniła funkcję dyrektorki generalnej służby zagranicznej w Ministerstwie Spraw Zagranicznych Szwecji.

## Życie prywatne
Jej mężem jest Peter Fogh. Zna języki obce: angielski, francuski, duński i hiszpański.